# Alu-Sequenz
Alu-Sequenzen sind eine Familie repetitiver (sich wiederholender) DNA-Sequenzen in Genomen von Primaten. Sie gehören zu den short interspersed nucleotide elements (dt. ‚kurze, verteilte Nukleotidelemente‘), abgekürzt SINEs. Alu-Sequenzen sind jeweils circa 300 Basenpaare (bp) lang, machen jedoch über 10 % des menschlichen Genoms aus (das entspricht einer Kopienanzahl von über 1 Million). Sie sind besonders häufig in den überdurchschnittlich genreichen R-Banden zu finden. Alu-Sequenzen werden durch die RNA-Polymerase III transkribiert, jedoch nicht translatiert, es werden also RNAs gebildet, diese jedoch nicht in Proteine übersetzt.
Die Sequenz wurde 1978 von Catherine M. Houck und ihren Kollegen im Menschen entdeckt. Sie wurde nach dem Restriktionsenzym AluI (aus Arthrobacter luteus) benannt, weil es diesen Abschnitt in zwei Teile auftrennt. Es entsteht ein 170-bp- und ein 130-bp-Element.

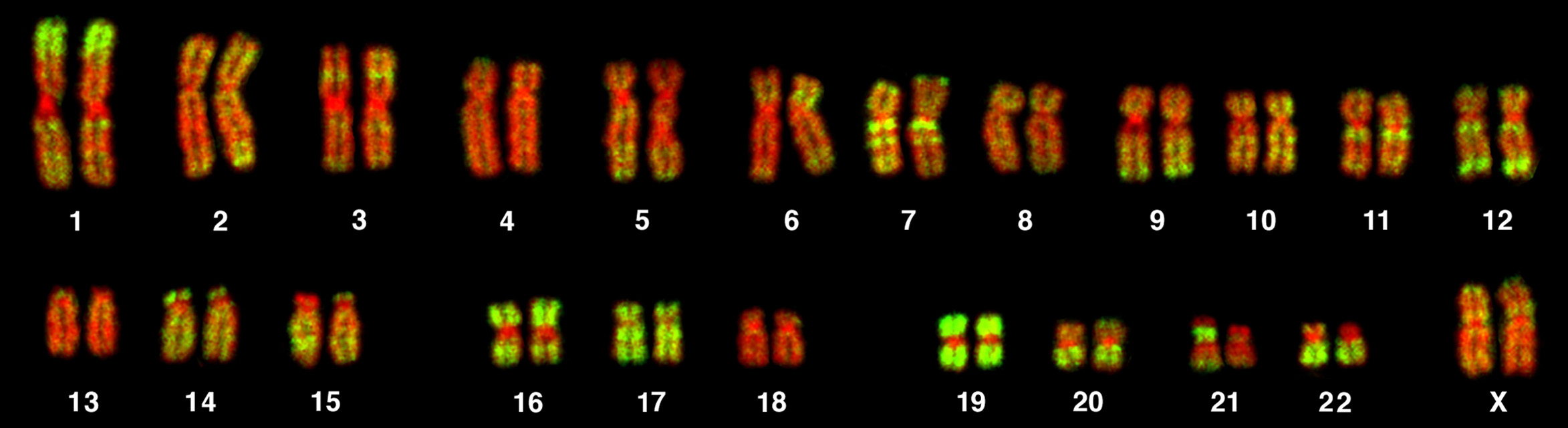
Verteilung von Alu-Sequenzen (grün) im menschlichen Genom. Diese Sequenzen sind in genreichen Abschnitten der Chromosomen besonders häufig. DNA ist rot eingefärbt, so dass auch genarme Regionen sichtbar sind.

## Aufbau

### Aufbau der DNA
Alu-Sequenzen sind intern dupliziert, das bedeutet, sie besitzen einen 5'-Teil und einen 3'-Teil, die miteinander verwandt (homolog) sind. Dabei beinhaltet der 3'-Teil eine zusätzliche 31 bp lange Sequenz. Jedes Monomer endet stets mit einer an Adenin-Nukleotiden reichen Sequenz. Im 5'-Teil sind 2 Motive zu finden (A-Box und B-Box), die einen RNA-Polymerase-III-Promotor darstellen. Der 3'-Hälfte fehlt die B-Box hat somit keinen Promotor.
Alu-Sequenzen sind im Genom stets von zwei kurzen (7–20 bp) gleich aufgebauten und gleichgerichteten Sequenzen umgeben (direct repeats). Dies wird als Zeichen dafür gewertet, dass sie noch transponibel sind, also durch Retroposition im Genom vervielfältigt werden können.

### Struktur derAlu-RNA
Durch den dimeren Aufbau der DNA ergeben sich bei der RNA ebenfalls zwei ähnlich aufgebaute Strukturen, die durch die adeninreiche Sequenz des 5'-Teils voneinander getrennt sind. In jedem Monomer bilden die RNA-Einzelstränge mit sich selbst Doppelstränge aus, die dann Haarnadel-Formen bilden (hair pin), nicht passende Paarungen bilden hingegen Schlaufen (loops) aus. Jedes Monomer bildet am 5'-Ende eine konservierte Region aus, in der die Basen sich zwischen verschiedenen Kopien und auch Arten nur minimal unterscheiden. Das 3'-Ende eines jeden Monomers ist hingegen variabel.

## Evolution
Alu-Sequenzen sind Dimere, bestehen also aus zwei sehr ähnlich aufgebauten Einheiten. Die Monomere sind wiederum homolog zu einem Gen für die 7SL-RNA, haben jedoch eine 141 bp lange Deletion im Vergleich zu diesen.
Die 5'-Einheit am Anfang stammt aus einer Monomer-Familie, die als FLAM (free left alu monomer) bezeichnet wird, die 3'-Einheit aus der FRAM-Familie (free right alu monomer). Bei Nagetieren (B1-Element) und Spitzhörnchen (Tu type II SINE) kommen SINEs vor, die sich von einem Gen für die 7SL-RNA ableiten lassen. Diese sind jedoch stets Monomere und lassen sich von einem gemeinsamen Vorfahren mit der FLAM-Familie ableiten. Die FRAM-Familie findet sich nur in Primaten.
Alu-verwandte Sequenzen wurden auch im Bereich viraler Tyrosinkinase-Src-mRNA (v-Src mRNA) entdeckt. Daher ist deren Verbreitung möglicherweise nicht auf Vertebraten beschränkt.

## Funktion
Neuere Untersuchungen weisen darauf hin, dass Alu-RNAs unter Hitzeschock-Einfluss an die mRNA-produzierende RNA-Polymerase II und an Promotor-Regionen für proteincodierende Gene binden und somit die Transkription hemmen.